# أرتيوم غولوبيف
أرتيوم غولوبيف (بالروسية: Голубев, Артём Валерьевич)‏ هو لاعب كرة قدم روسي في مركزي الوسط والدفاع، ولد في 21 يناير 1999 في فولغوغراد في روسيا. لعب مع نادي أوفا ونادي كراسنودار.

## وصلات خارجية
- أرتيوم غولوبيف على موقع قاعدة بيانات كرة القدم.إي يو (الإنجليزية)
- أرتيوم غولوبيف على موقع Soccerway.com (الإنجليزية)
- أرتيوم غولوبيف على موقع عالم كرة القدم.نت (الإنجليزية)

لاعب كرة قدم روسي